# Johann Elias Ridinger
Johann Elias Ridinger (I.E.Ridinger, I.El.Ridinger, J.E.Ridinger, J.El.Ridinger; 15. únor 1698, Ulm – 10. duben 1767, Augsburg) byl německý mědirytec, rytec, malíř, kreslíř a nakladatel působící v celé střední Evropě v 18. století. Spolu s Jeanem-Baptistem Oudrym je považován za jednoho z nejlepších umělců, zachycujících život zvířat, celého 18. století.

## Život

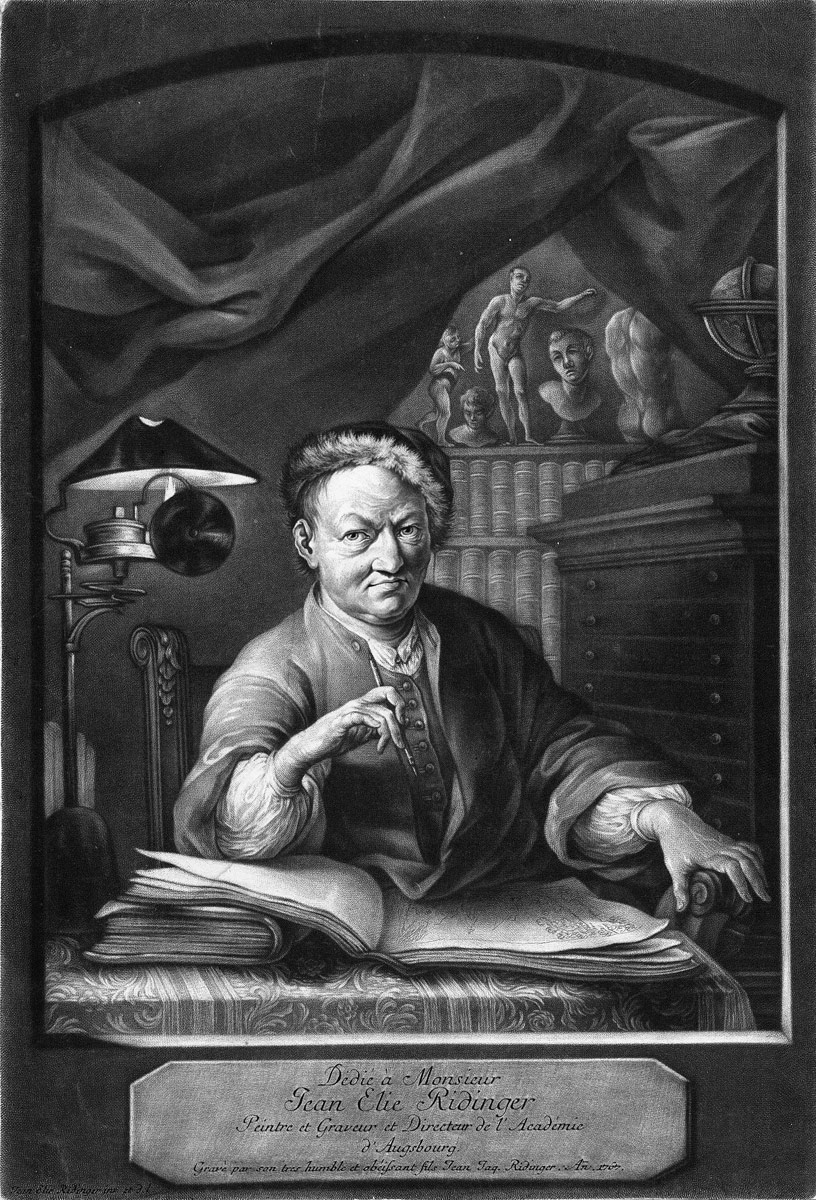
Johann Elias Ridinger na mezzotintě syna Johanna Jakoba (1767)

Kresbě se věnoval již Ridingerův otec. Johann Elias se vyučil kresbě a ryteckým technikám u Christopha Rasche (Resche) v Ulmu a Johann Falka v Augsburgu. Pokračoval v Řezně, kde se věnoval žánru loveckých scén se zvěří a pracoval pro hraběcí dvůr Metternichů. Po roce 1717 se vrátil do Augsburgu, kde studoval v císařské městské akademii Georga Philippa Rugendase. V Augsburgu založil svou dílnu a umělecké vydavatelství, ve kterém vyšla většina jeho děl. V roce 1759 se stal ředitelem císařské umělecké akademie. Vyučili se u něj jeho synové Martin Elias (1730–1780) a Johann Jakob (1735–1784). Tematická alba vydávali Ridingerové pro velkou oblibu opakovaně.
Vydavatelství po jejich smrti přešlo pod Engelbrechtův obchod s uměním a v roce 1827 je převzal Johann Alois Schlosser. V obou oficínách se kopírovaly původní rytiny Ridingerů a tyto předlohy přešly také do litografických reprodukcí v encyklopediích 19. století.

## Dílo
Maloval mnohafigurové kompozice. V grafice pracoval většinou technikou mezzotinty, leptu nebo mědirytiny, někdy kolorované. Jeho grafické listy dosahovaly rozměrů až 40×60 cm, většinou byly tištěny na ručním papíře s augsburským vodoznakem, zřídka na barevném hedvábí (žlutém nebo modrém). Signovány bývají celým jménem nebo jen iniciálami J.E.R. V některých albech jsou listy značeny pořadovým číslem, lovecká alba dosahovala až 140 listů.
Grafické série:
- Album jelenů (1740)
- Album loveckých scén, např. Jezdec s výrem na ruce, Kanec, pes a lovec s kopím, Lov na lva
- Album Jezdecké umění (Die Reitkunst), např. Nasedání na koně, nebo série Jezdecká škola
- Biblické série; Starý zákon: např. Prosba všeho tvorstva k bohu, Adam v rajské zahradě, Adam a Eva u stromu poznání
- Žánrové série: Alegorie pěti světadílů
- Album Ridinger & Ridinger: Thier-Reich (Říše zvířat), např. Veverka a bobr, Medvěd útočí na labuť, Medvěd a lvice s mláďaty, Kozorožec na skále, kolorované rytiny série Rasy loveckých psů.

## Galerie

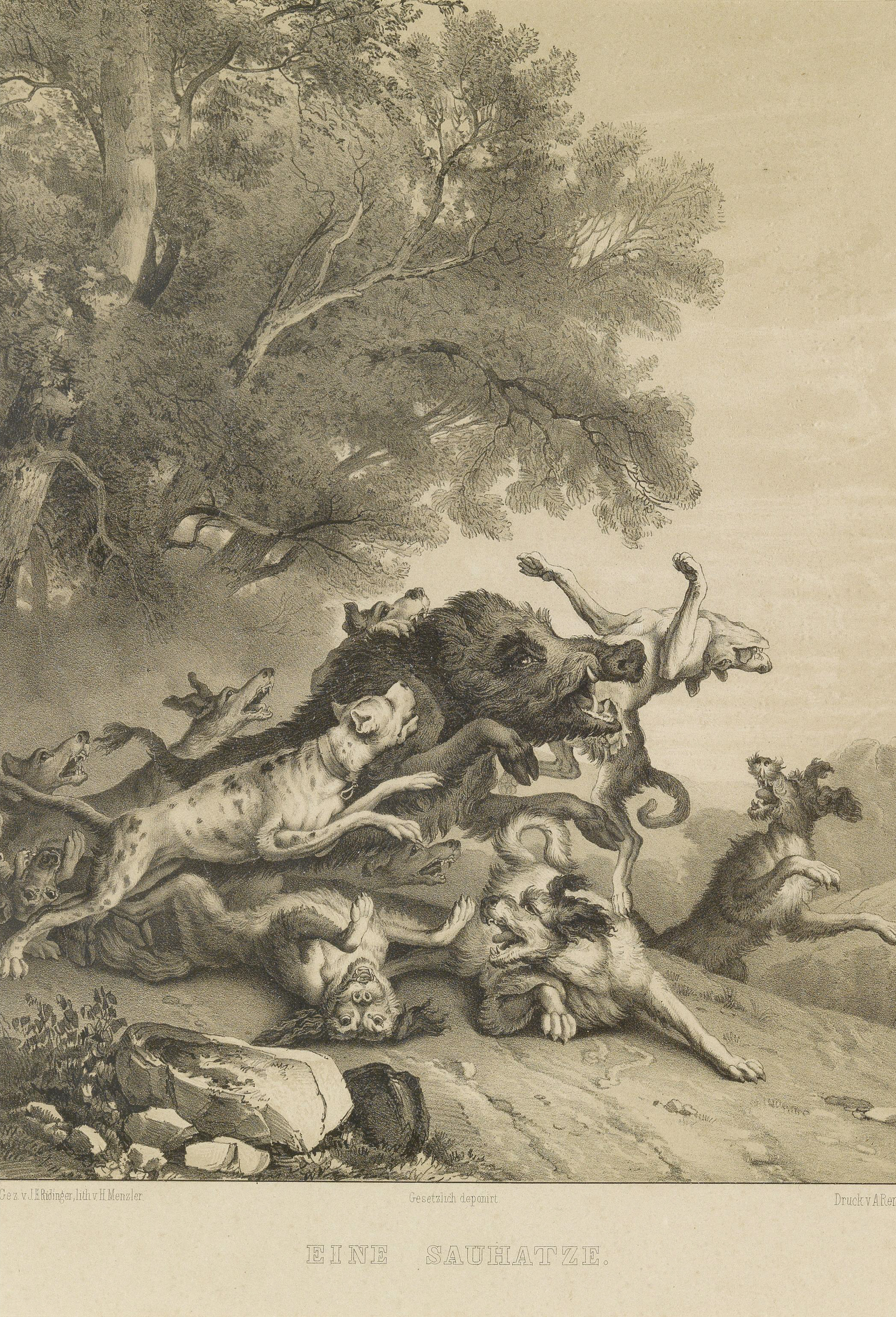
Psi štvoucí kance
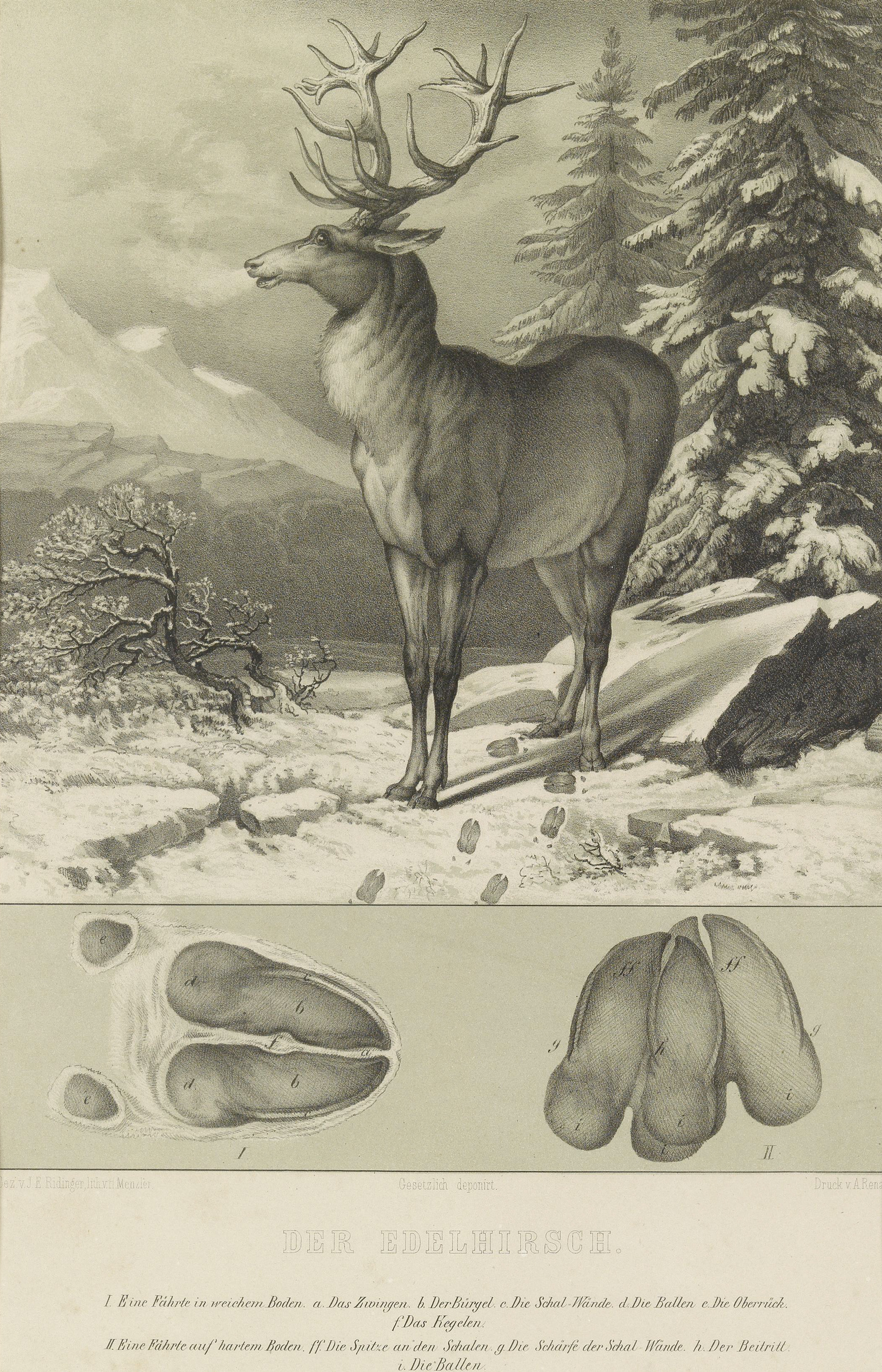
Jelen (litografie)
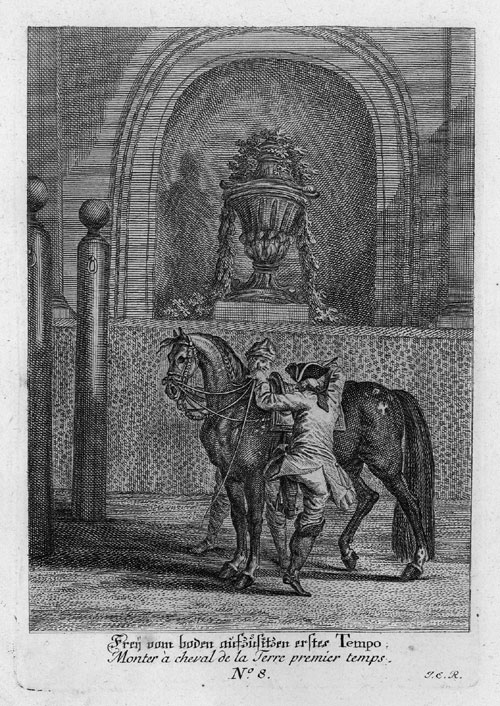
Nasedání na koně
Alegorie Ameriky
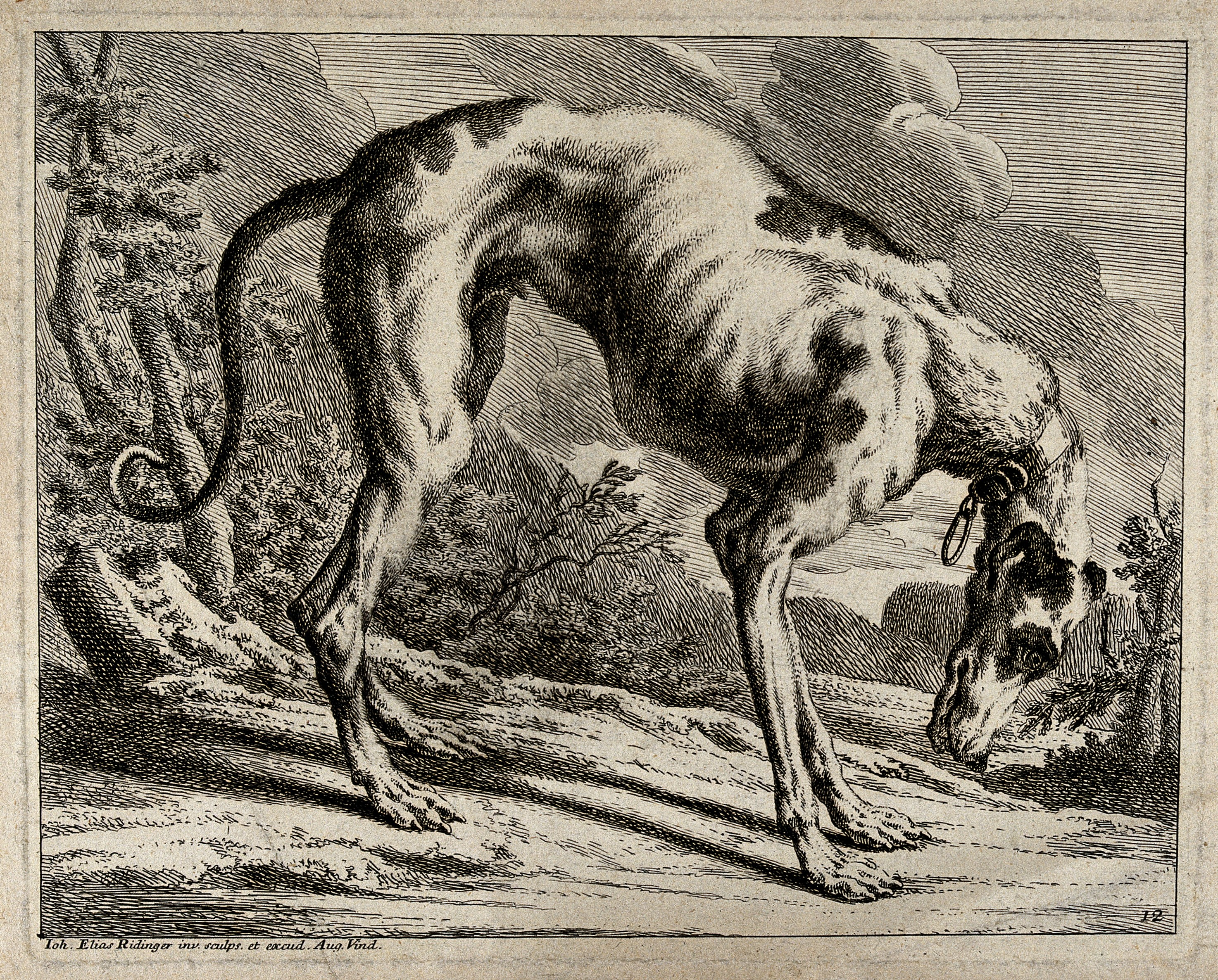
Chrt
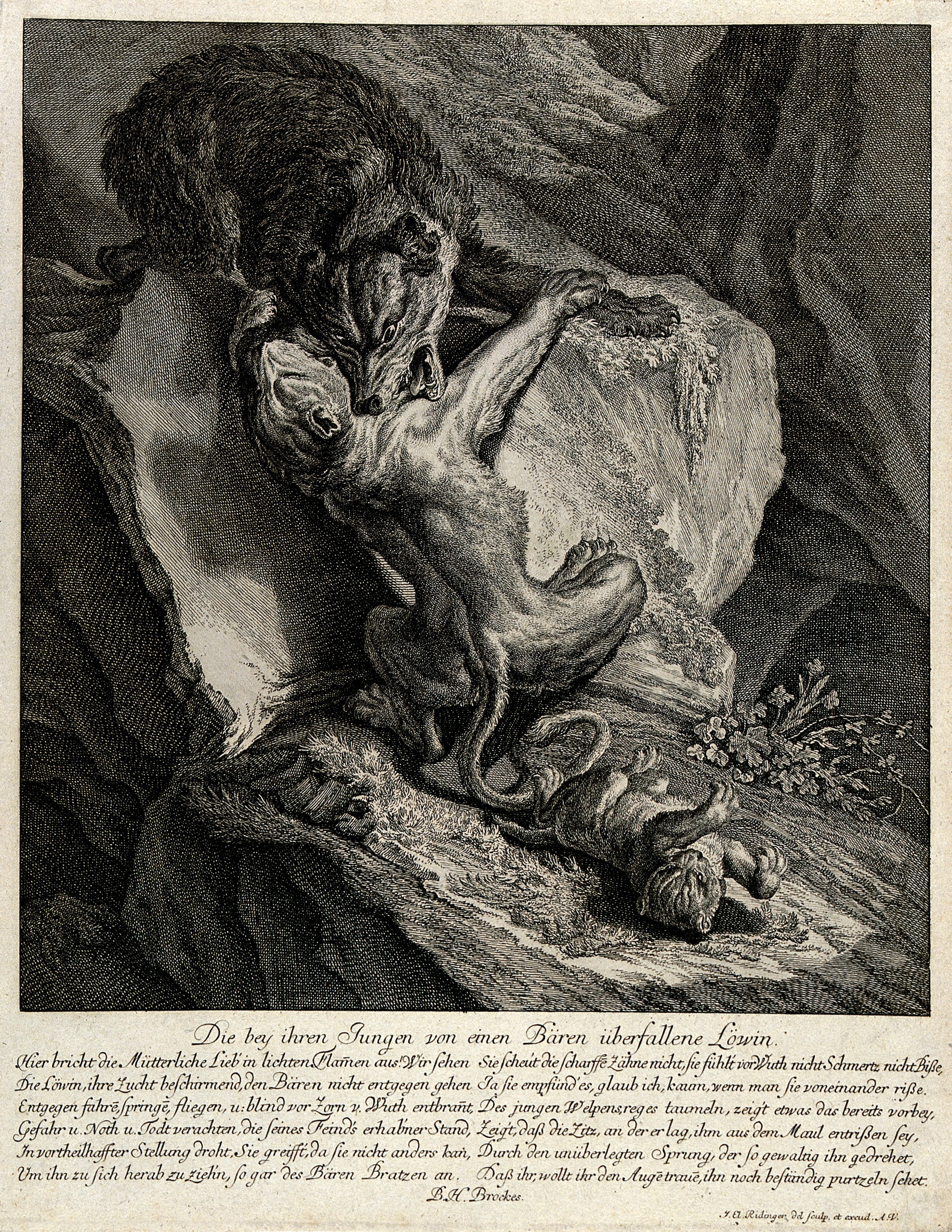
Medvěd útočí na lvici